# Seguretat elèctrica
Seguretat elèctrica (SE) aplega un conjunt de normes elèctriques que asseguren el funcionament correcte d'equipaments elèctrics. En la majoria de mercats és obligatori que tot producte elèctric verifiqui una sèrie de normes de seguretat definides per un organisme regulador o agència de normativa elèctrica tals com CE (Europa, marcat CE, marcat ENEC), VDE (Alemanya, marcat VDE), UL (EUA, marcat UL), CSA(Canadà, marcat CSA), BSI (GB), CCC(Xina). Per a verificar aquesta norma, s'han d'acomplir diferents assajos : test de rigidesa dielèctrica, test de resistència d'aïllament, test de corrents residuals a terra, test d'escalfament, com a més importants.

## Tipus d'assaigs
Els assaigs més importants són :

## Normes de Seguretat Elèctrica
Es pot dividir les normes de Seguretat Elèctrica en Normes de Família de Productes i Normes de Producte, s'esmenta algun exemple :

### Normes de família de producte
- EN IEC 60065 : Seguretat en aparells d'àudio, video i similars[4]

- EN IEC 60730 : Seguretat en aparells domèstics[5]

- EN IEC 60950 : Seguretat en equips de la tecnologia de la informació[6]
- GB4943 (Xina) : Seguretat en equips de la tecnologia de la informació
- EN IEC 61010 : Seguretat en equips d'àudio, vídeo i d'ús en laboratoris[7]
- EN IEC 60601 : Seguretat en equips electromèdics[8]
- EN 50090: Sistemes Electrònics per habitatges i edificis (HBES)[9]
- EN 50491 : Requeriments generals per sistemes HBES i BACS.[10]
- EN IEC 61850 : normativa internacional (creada per l'IEC) que especifica els protocols de comunicació en vehicles elèctrics.
- EN IEC 62196: normativa internacional (creada per l'IEC) que especifica un rang de connectors i tipus de càrrega de vehicles elèctrics.
- EN 62233 : Mètodes de mesura dels camps electromagnètics en aparells electrodomèstics i anàlegs en relació amb l'exposició humana.
- EN 50364 : Limitació de l'exposició humana als camps electromagnèticos emesos per dispositius que funcionen en el rang de freqüències de 0 Hz a 300 GHz, utilitzats per la vigilància electrònica d'artícles (EAS), identificació per radiofreqüència (RFID) i aplicacions similars.
- EN 62479 : Avaluació de la conformitat dels equips elèctrics i electrònics de baixa potència amb les restriccions bàsiques relatives a l'exposició humana als camps electromagnètics. (10 MHz - 300 GHz).[11]
- EN IEC 62493: Seguretat ràdio-biològica de sistemes o dispositius d'enllumenat que emeten radiació electromagnètica en el rang de freqüència de 20K Hz a 300 MHz.
- EN 62311: Avaluació de la conformitat dels equips elèctrics i electrònics de baixa potència amb les restriccions bàsiques relatives a l'exposició humana als camps electromagnètics. (0 Hz - 300 GHz).
- EN 60255 : Relés de mesura i equips de protecció.[12]
- EN IEC 62471: Seguretat fotobiològica de sistemes o dispositius que emeten radiació lluminosa (200-3000 nm).
- EN IEC 60747: Especificacions de dispositius semiconductors.
- EN IEC 60664:  Especificacions de l'aïllament elèctric per equips de sistemes o xarxes alimentats a baixa tensió.
- EN IEC 62368 ː Seguretat en equips d'àudio, vídeo, tecnologia de la informació i de la comunicació.[13]
- EN IEC 62386 : Especificacions del bus DALI emprat en equips d'enllumenat.
- EN IEC 63044 : Requeriments per a sistemes electrònics d'habitatges i edificis i per a sistemes d'automatització i control).[14]

### Normes de producte
- EN IEC 50525 : Requeriments per a cables elèctrics amb tensió assignada inferior o igual a 450/750V.[15]
- EN IEC 60332 : Requeriments de flamabilitat de cables elèctrics i fibra òptica.[16]

- EN IEC 60335 : Seguretat en electrodomèstics[17]
- EN IEC 60598 : Seguretat en Lluminàries[18]

- EN IEC 60669 : Seguretat en Interruptors domèstics i instal·lacions fixes[19]
- EN IEC 50428 : Seguretat en Interruptors domèstics i instal·lacions fixes, norma col·lateral per a Sistemes Electrònics per habitatges i edificis (HBES)[20]
- EN IEC 60929 : Requeriments per a balastres electrònics per tubs fluorescents alimentats en alterna[21]
- EN IEC 60320 : Requeriments per a connectors d'ús domèstic i anàleg.
- EN IEC 61347: Seguretat en dispositius de control de làmpades[22]
- EN IEC 62031 : Seguretat en mòduls Led per a enllumenat general[23]
- EN IEC 62504 : Seguretat en làmpades Led amb balastre incorporat per enllumenat general amb V>50V[24]
- EN IEC 62776 : Seguretat en làmpades Led de doble culot dissenyades per a substituir fluorescents lineals[25]
- EN IEC 62080 : Seguretat en dispositiu de senyalització sonora per a ús domèstic i anàlegs[26]
- EN IEC 60384 : Seguretat en condensadors per a ús en equipament electrònic[27]
- EN IEC 60884 : Seguretat en bases d'endoll i similars[28]
- EN IEN 60870: Sistemes de telecontrol en xarxes de distribució elèctrica.
- UL 8750 (EUA) : Seguretat en equipament que empren Led per a enllumenat[29]
- UL 1577 (EUA) : Seguretat per aïlladors òptics o optoacobladors[30]
- GB 19510.1 (Xina) : Seguretat en dispositius de control de làmpades[31]
- SAE J1772: especificacions de connectors elèctrics per a càrrega de bateries en vehicles elèctrics.
- EN IEC 60309: Seguretat elèctrica per a endolls, bases d'endoll i acobladors, per a aplicacions industrials.
- IEC 62133 ː normativa internacional (creada per l'IEC) de seguretat elèctrica de bateries que contenen materials alcalins i altres electròlits no àcids.
- IEC 63171 : normativa internacional que aplica a connectors circulars/rectangulars, fixos/solts, amb cables apantallats o no, per a transmissió de dades en cable de parell trenat.[32]

## Normativa de funcionalitat
Normes de funcionalitat que ha de verificar el producte i que estan relacionades indirectament amb conceptes de seguretat elèctrica:
- IEC EN 62684 : Especificacions funcionals d'interoperabibitat de fonts d'alimentació externes per a telèfons mòbils[33]
- YD/T 1591 (Xina) : Requisits tècnics i mètodes de test per a carregadors d'equips mòbils de telecomunicacions.[34]
- YD 1268.2 (Xina) : Requeriments de seguretat i mètodes d'assaig de carregadors de bateries de Liti per a terminals mòbils de telecomunicacions.[35]
- BC 1.2 : Requisits tècnics i mètodes de test per a carregadors d'equips mòbils de telecomunicacions segons USB 2.0[36]
- IEC EN 62722-2-1 : Especifica els requeriments quant a prestacions de les llumaneres LED.[37]
- IEC 60958: Especificacions d'interfície sèrie d'àudio digital
- IEC 61508: Seguretat funcional de sistemes electrònics programables.
- ISO 26262: Normativa internacional de seguretat funcional de sistemes elèctrics i electrònics d'automòbils en producció.
- TIA/EIA-568:  Normativa internacional de la TIA que especifica els sistemes de cablejat de propòsit general.
- ISO/IEC 11801: Normativa internacional d'ISO/IEC que especifica els sistemes de cablejat de propòsit general.
- IEC 60512 : Norma de connectors per a equipament electrònic : mesures i assajos.[38]
- TIA/EIA-364 : Norma de connectors per a equipament electrònic : mesures i assajos.[39]
- MIL-STD-1344 : Norma de connectors per a equipament electrònic : mesures i assajos.[40]
- IEC 62301: mètodes de mesura del consum de potència elèctrica en estat de repòs (standby) de productes domèstics.
- IEC 63180 : Normativa internacionalp er a determinar la funcionalitat dels sensors PIR (Passive infrared sensor) per a detectar presència i moviment.
- IEC EN 61709 : Normativa de fiabilitat i taxes de fallida dels components electrònics.[41]

## Assajos ambientals
Assajos ambientals són els que fan referència a variables físiques com a temperatura, humitat i vibracions. Aleshores se sotmetrà els dispositius a condicions determinades de temperatura, humitat i nivells de vibracions mecàniques. També a canvis bruscos de temperatura i humitat.
- EN IEC 60068: normativa d'assajos ambientals.[42]
- EN IEC 60529 (grau de protecció IP) : normativa de protecció contra la intrusió de cossos i aigua.
- EN IEC 62262 (grau de protecció IK) : normativa de protecció contra els impactes externs.